# Glossostelma carsonii
Glossostelma carsonii är en oleanderväxtart som först beskrevs av Nicholas Edward Brown, och fick sitt nu gällande namn av Arthur Allman Bullock. Glossostelma carsonii ingår i släktet Glossostelma och familjen oleanderväxter. Inga underarter finns listade i Catalogue of Life.